# Fountainea halice
Espèce
Fountainea halice  est un insecte lépidoptère de la famille des Nymphalidae et de la sous-famille des Charaxinae et du genre Fountainea.

## Dénomination
Fountainea halice a été décrit par Jean-Baptiste Godart en 1824 sous le nom initial de Nymphalis halice.
Synonyme : Anaea halice.

### Noms vernaculaires
Fountainea halice se nomme Ruddy Leafwing en anglais, Fountainea halice chrysophana et Fountainea halice martinezi Thorn-scrub Leafwing, Fountainea halice maya 'Yucatan' Thorn-scrub Leafwing et Fountainea halice tehuana 'West-Mexican' Thorn-scrub Leafwing,.

### Sous-espèces
- Fountainea halice halice; présent au Brésil
- Fountainea halice chrysophana (Bates, 1866); présent au Costa Rica, à Panama et en Colombie.
- Fountainea halice evelina (Comstock, 1961); présent en Bolivie.
- Fountainea halice fumata (Hall, 1935); présent au Venezuela.
- Fountainea halice martinezi (Maza & Díaz, 1978); Présent au Mexique.
- Fountainea halice maya (Witt, 1980); Présent au Mexique.
- Fountainea halice moretta (Druce, 1877); présent au Brésil
- Fountainea halice tehuana (Hall, 1917); Présent au Mexique[1].

## Description
Fountainea halice est un papillon aux ailes antérieures à bord costal bossu, apex anguleux et bord externe presque droit.
Le dessus est de couleur orange brillant avec aux ailes antérieures l'apex marron.
Le revers est beige foncé et mime une feuille morte.

## Biologie

### Plantes hôtes
Les plantes hôtes de sa chenille sont des Croton.

## Écologie et distribution
Fountainea halice est présent au Mexique, au Costa Rica, à Panama, en Colombie, au Venezuela et au Brésil.

### Biotope
Fountainea halice réside dans la forêt tropicale humide.

### Protection
Pas de statut de protection particulier.